# 三星EX1

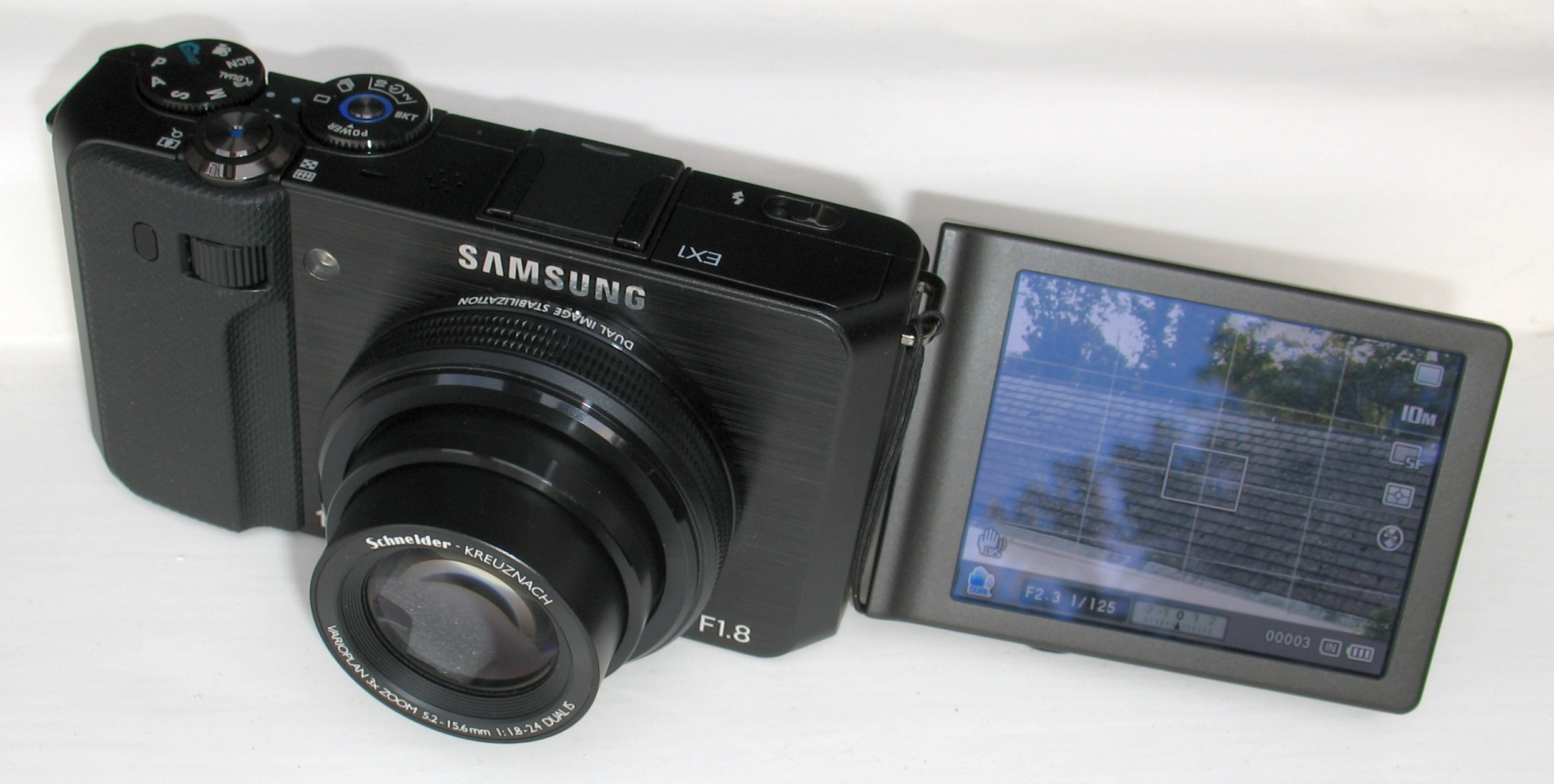
Samsung EX1

Samsung EX1（在美國稱為TL500）是韓國三星電子於2010年推出的數位相機，主要特色是可輕鬆自拍之可翻轉AMOLED螢幕。由於EX1相當暢銷，三星其後推出了主打WiFi功能的後繼產品EX2F。

## 規格[1]
- 感光元件：1/1.7吋 CCD
- 畫素：1000萬畫素
- 焦距：24~72公厘
- F值：F1.8~F2.4
- ISO值：80/100/200/400/800/1600/3200
- 記憶體：SD Card（上限2GB）、SDHC Card（上限8GB）
- 尺寸：114.4 x 64.6 x 30mm
- 重量：315公克
- 螢幕：可翻轉之3.0" AMOLED
- 影像尺寸：640 x 480/320 x 240
- 影片格式：1080p 30fps/15fps
- 鏡頭産地：德國（信乃達製造）
- 産地：